# ボンバルディア機の航空事故とインシデント
ボンバルディア機の航空事故とインシデント（ボンバルディアきのこうくうじことインシデント）では、ボンバルディア式DHC-8型機による航空事故と重大インシデントについて解説する。

## 概要
ボンバルディア機、あるいは、ボンバル機とは、国土交通省の表記でいう「ボンバルディア式DHC-8型機」に対する俗語で、日本国外では、主にダッシュ8 (Dash 8) と呼ばれる。ボンバルディア社はQシリーズ (Q series) へと改称したが、一般的には過去の名称を用いて報道される傾向がある。
2007年にQシリーズのQ400が降着装置の事故を多発したことから、ボンバルディア機が注目された。2007年3月に全日本空輸（ANA）の子会社であるエアーセントラル（現ANAウイングス）が運航したANA1603便の全日空機高知空港胴体着陸事故を皮切りに、同年9月から10月にかけてスカンジナビア航空のボンバルディア機が短期間に3件の航空事故を起こし、スカンジナビア航空は2007年10月28日をもって使用を取りやめる運航停止を発表した。
最も過去の事故は、1990年11月にタイのバンコク・エアウェイズが起こした事故で38名の死傷者を出したが、この事故原因はパイロットの連続ミスである。多数の死傷者を出した事故として、1995年にアンセット・オーストラリア航空の子会社アンセット・ニュージーランド航空が起こした703便墜落事故と2009年2月にコンチネンタル航空と委託契約を結んだコルガン・エアのコンチネンタル航空3407便墜落事故が挙げられるが、双方とも原因はCFITによるものである。

## 全日空機高知空港胴体着陸事故
2007年3月13日にエアーセントラル運航のDHC-8-Q402（JA849A）が国内線で大阪国際空港発、高知空港行の全日本空輸（ANA）1603便において、着陸前になって前脚の着陸装置が故障し、高知空港に緊急着陸を行った。死傷者は出なかったものの国土交通省より航空事故と認定された。事態を重視した国土交通省は、事故当日13日に日本国内の航空会社に対して緊急点検を指示し、15日には定期点検の強化についても指示を出した。
2007年6月に国土交通省は、カナダ政府およびボンバルディア社に対して改善要求を行い、6月と8月の2回に渡ってカナダ政府、ボンバルディア社と協議した。その後、航空・鉄道事故調査委員会が2008年5月28日の報告書で前脚ドア開閉時にボルトが欠落したことによるものと原因を特定したことから、点検に関する指示は解除された。
その後、同機は修理されて飛行可能状態にまで復帰し、耐空性にも問題はなかったが事故を起こした高知空港の地元を中心に反発が強かったため、当面の間下地島での訓練に使用され、2009年度末にボンバルディア社に引き取られる形で売却された。

## スカンジナビア航空機胴体着陸事故
- 2007年9月9日、スカンジナビア航空1209便がオールボー空港に着陸する際、右主脚がロックされず緊急着陸した。着陸時に右主脚が破壊され右主翼が滑走路に接触した。
- 2007年9月12日、スカンジナビア航空2748便が飛行途中に右主脚に問題があることが判明し、ヴィリニュス国際空港に緊急着陸した。その際右主脚が倒れ結果的に胴体着陸になってしまった。
- 2007年10月27日、スカンジナビア航空2867便がコペンハーゲン空港に着陸する際、右主脚がロックされず緊急着陸した。右主脚が倒れ右主翼が滑走路に接触した。この事故の後、同社は当航空機の運航を停止すると発表した。

## コルガン・エア3407便墜落事故
2009年2月12日、コンチネンタル航空のアメリカ合衆国国内線がニュージャージー州ニューアークのリバティー国際空港からニューヨーク州バッファローのナイアガラ国際空港に向かう途中、空港9マイル手前の住宅街に墜落し、乗客44名乗員4名および地上1名の合計49名が死亡した。
2010年2月2日に国家運輸安全委員会は翼への着氷で失速警報が作動し、パイロットは機首を下げ、速度を上げるべきだったが、逆に機首を上げてしまったことで墜落を招いたとした。実際に運航していたコルガン・エアのパイロットは警報が作動した場合、機体をどう操縦すべきかの訓練を受けておらず、操縦ミスが原因と公式に発表した。

## 羽田空港地上衝突事故
2024年1月2日、海上保安庁の「みずなぎ1号」が東京国際空港の滑走路に離陸に向かう途中、着陸滑走中の日本航空516便（エアバスA350-900）と衝突、大破炎上し、みずなぎ1号の乗員6人の内5人が死亡、1人が重体の状態になった。なお、「みずなぎ1号」は、仙台空港で整備中に東日本大震災の大津波に飲み込まれながら損傷が軽かったため、2012年に運用復帰を果たした機体でもあった。

## 日本での重大インシデント
日本でQシリーズを運用しているのは、事故が起きたエアーニッポンネットワーク（ANAグループ）、 日本エアコミューター（JAC、JALグループ）、天草エアライン、国土交通省航空局、海上保安庁、オリエンタルエアブリッジ、琉球エアーコミューターである。このうち、Q400系はエアーニッポンネットワークと日本エアコミューターの二社で、オリエンタルエアブリッジがQ200系、その他はQ300系を導入した。
運輸安全委員会によって重大インシデントと取り扱われたのは、オリエンタルエアブリッジのQ201 (DHC-8-201) および日本エアコミューターとエアーニッポンネットワークのQ402 (DHC-8-402) である。
これらの重大インシデントのうち、2004年11月21日に高知空港で着陸に失敗したANA1617便（エアーニッポンネットワーク運航）のQ402は、操縦ミスによるものであった。運輸安全委員会は事故原因を機長の操作が適切ではなかったこと、エアーニッポンネットワークによる訓練が適切ではなかったことによると発表した。
2008年8月12日に、JAC2409便（大阪国際空港発、鹿児島空港行）Q402で、離陸滑走中に左エンジン側の異音発生と出力低下により、離陸を中止した。負傷者はなく、エンジンの計器に異常はなかった。翌13日にカナダ政府とボンバルディア社は、国土交通省に対してエンジンの製造会社であるプラット・アンド・ホイットニーと協力しての調査を表明した。運輸安全委員会の報告では、離陸中に第1エンジンのドラムが脱落し、これが回転部分であるタービンのベーンに挟まったため、エンジンの故障を招いたと2010年2月に発表された。
2009年3月25日に長崎空港で離陸準備中であったオリエンタルエアブリッジ311便のQ201と訓練中であったエアフライトジャパンのパイパー PA-28 (PA-28-R-201)らは双方とも離陸と着陸の許可を受けたため衝突の危険が迫ったが、PA-28-R-201の判断で着陸を中止して復行したことで事故は回避された。使用中の滑走路への着陸を試みたことで重大インシデントと認定され、朝日新聞や産経新聞では管制ミスによるものと報じられた。2011年2月25日、運輸安全委員会は最終的に管制官がPA-28-R-201を失念したことによるものと公表した。管制官はQ201の後に離陸させる訓練機の話し合いに意識をとられ、訓練中のPA-28-R-201に着陸を許可を与えながら継続的視認を怠たり、PA-28-R-201を失念したままQ201に離陸の許可を出した。PA-28-R-201もまたフォワード･スリップ･ランディングという訓練科目のため通常の倍の高度をとって最終進入経路に入っていたことから、Q201から視認しにくい状況が生まれた。
2009年3月25日、JAC3760便（種子島空港発、鹿児島空港行）のQ402が左側プロペラの回転数や動きの制御システム、左側エンジンオイルの圧力低下を示す警告が点灯した。このため左側のエンジンを止め、右側エンジンのみで午前10時30分頃に鹿児島空港へ着陸した。エンジン内部のギアボックス接続部内にあるシャフトが1本折れ、ギアボックスのケース2か所に穴が開いていた他、タービンブレードにも複数の損傷が見つかった。国土交通省より重大インシデントと認定され、調査が行われた。結果、インプット・ギアシャフトの製造過程で異物が混入し、このギアシャフトが疲労破断を起こして脱落、その破片が飛散してエンジンケース、ブレード、ベーンが破壊されたことが明らかになった。運輸安全委員会はカナダ航空局に対し、品質管理の改善を勧告した。日本での該当エンジン搭載機に対する特別点検は2009年9月18日までに完了した。
同年7月23日にジャルエクスプレス2200便のダグラス MD-81 (DC-9-81)が大阪国際空港へ着陸し、駐機場に向かっていたところ、JAC2400便のQ402が着陸許可を受けて同じ滑走路へ進入中であったが、管制官の指示を受けて復行したため衝突の危険は回避された。運輸安全委員会の調査によると、DC-9-81は管制官からの待機指示を聞き取れず、管制官も復唱において誤りに気付かなかったため、DC-9-81は滑走路を横断して駐機場への移動を始め、既に着陸許可を受けていたQ402が同じ滑走路に着陸を試みる状況となったと発表した。